# Denzel Mims
Denzel Mims (Daingerfield, 10 ottobre 1997) è un giocatore di football americano statunitense che milita nel ruolo di wide receiver per i New York Jets della National Football League (NFL).

## Carriera universitaria
Mims giocò a football alla Baylor University dal 2016 al 2019.
Nel suo primo anno prese parte a 11 partite, facendo registrare 4 ricezioni per 24 yard.
Divenne titolare nel 2017, giocando 11 partite su 12 giocate dalla squadra, mettendo a segno 61 ricezioni per 1087 yard e 8 touchdown.
Nel 2018 giocò 12 partite di cui 10 da titolare, concludendo la stagione con 794 yard su ricezione e altri 8 touchdown. Nell'ultimo anno a Baylor, Mims mise a segno 12 touchdown e 1020 yard giocando titolare in tutte e 13 le partite, venendo inserito nella formazione ideale della Big 12 Conference.

## Carriera professionistica
Mims venne scelto dai New York Jets nel corso del secondo giro (59º assoluto) del Draft NFL 2020. Debuttò come professionista nella settimana 7 contro i Buffalo Bills ricevendo 4 passaggi per 42 yard. La sua stagione da rookie si chiuse con 23 ricezioni per 357 yard in 9 presenze.